# 徳田與吉郎
徳田 與吉郎（与吉郎、とくだ よきちろう、1906年（明治39年）11月15日 - 1995年（平成7年）11月11日）は、昭和期の実業家、政治家。衆議院議員、石川県金沢市長。

## 経歴
石川県石川郡比楽島村（石川村、松任町、松任市を経て現白山市水島町）で生まれた。1926年（大正15年）5月、東京市の順天中学校（現順天中学校・高等学校）4年修了後、家業の米穀薪炭販売業に従事した。
1942年（昭和17年）3月、石川県食糧営団会計主任に就任し、同会計課長、同金沢支所長、同経理部長を歴任。以後、食糧配給公団石川県支局経理部長、石川県食糧事業協同組合常任監事、石川県米穀取締役、糧栄不動産監査役、北糧商会社長、金沢燃料社長などを務めた。
政界では、1942年6月、金沢市会議員に選出され、同市議会議員、同副議長、同議長、全国市議会議長会常任実行委員、同行政調査特別委員長、地方制度調査会委員などを務めた。1955年（昭和30年）2月の第27回衆議院議員総選挙で石川県第1区に日本民主党公認で出馬して当選し、衆議院議員に1期在任した。この間、日本民主党政調会運輸副部長、自由民主党政調会労働副部長などを務めた。その後、1958年（昭和33年）5月の第28回総選挙に立候補したが次点で落選した。
1963年（昭和38年）2月10日、21代金沢市長に就任。この間、国際親善都市連盟副会長、中央米生産調整推進協議会委員、全国市長会副会長、同相談役なども務めた。市政では、「明るい住みよい文化産業都市の建設」を目ざした長期15か年計画の策定、金沢港の着工、道路やダムの整備、窓口センターの設置、「市民と語る会」の実施など、市民生活の向上に尽力した。市長に3期在任し、1972年（昭和47年）7月8日に退任した。

## 伝記
- 谷内成雄『道を拓く：徳田与吉郎評伝』北国出版社、1976年。

## 著作
- 『中国見たまま：ソ連見聞記』徳田与吉郎、1965年。
- 『市長室の窓から』徳田与吉郎、1966年。
- 上田正二との共著『対談・石川県戦後政治史秘話』北陸中日新聞報道部、1983年。